# Traugott Oberer
Traugott Oberer (Basilea, 30 novembre 1924 – Basilea, 19 aprile 1974) è stato un calciatore svizzero, di ruolo centrocampista.

## Carriera

### Club
Ha sempre giocato nel campionato svizzero.

### Nazionale
Ha collezionato 3 presenze con la propria Nazionale.